# Famille Malipiero
Pour les articles homonymes, voir Malipiero.
 (août 2024).
La famille Malipiero (appelée aussi Mastropiero) est une famille patricienne de Venise, originaire d'Allemagne.

## Historique
La famille Malipiero est originaire d'Allemagne. Une partie de la famille s'installe dans la Cité des Doges lors de sa fondation.

## Personnalités
Des membres de la famille ont été procurateur de Saint-Marc ou généraux d'armée.
- Orio Mastropiero, 40e doge de Venise élu en 1178.
- Pasqual Malipiero, fils de Francesco, 66e doge de Venise élu en 1457.

## Armes

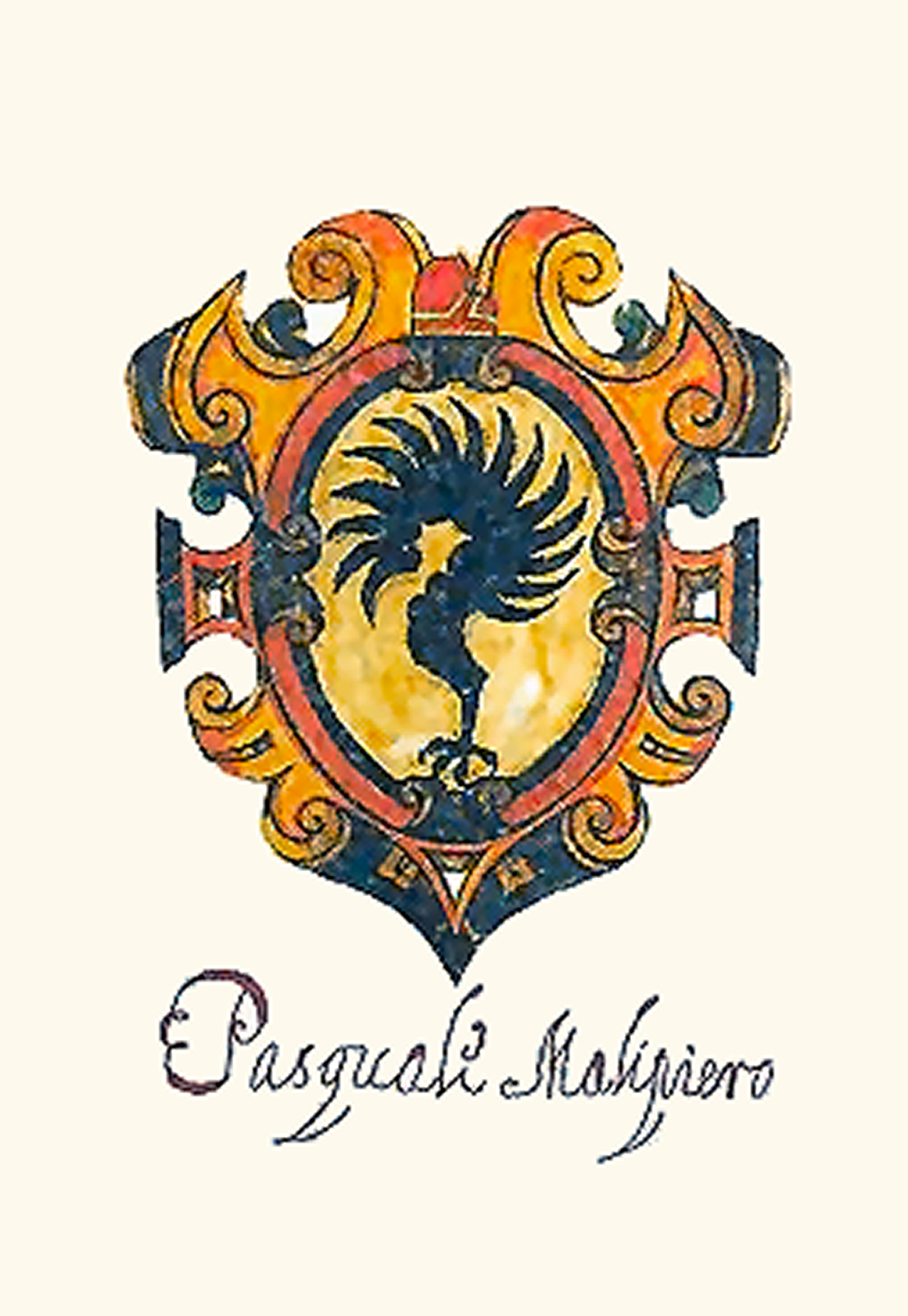
Armes des Malipiero

Les armes de la famille se blasonnent ainsi : une serre ou un pied d'aigle, accompagné de son aile de sable en champ d'argent.

## Demeures
- Palais Malipiero Trevisan (Castello)
- Palais Malipiero (San Marco)
- Palais Malipiero (Santa Croce)

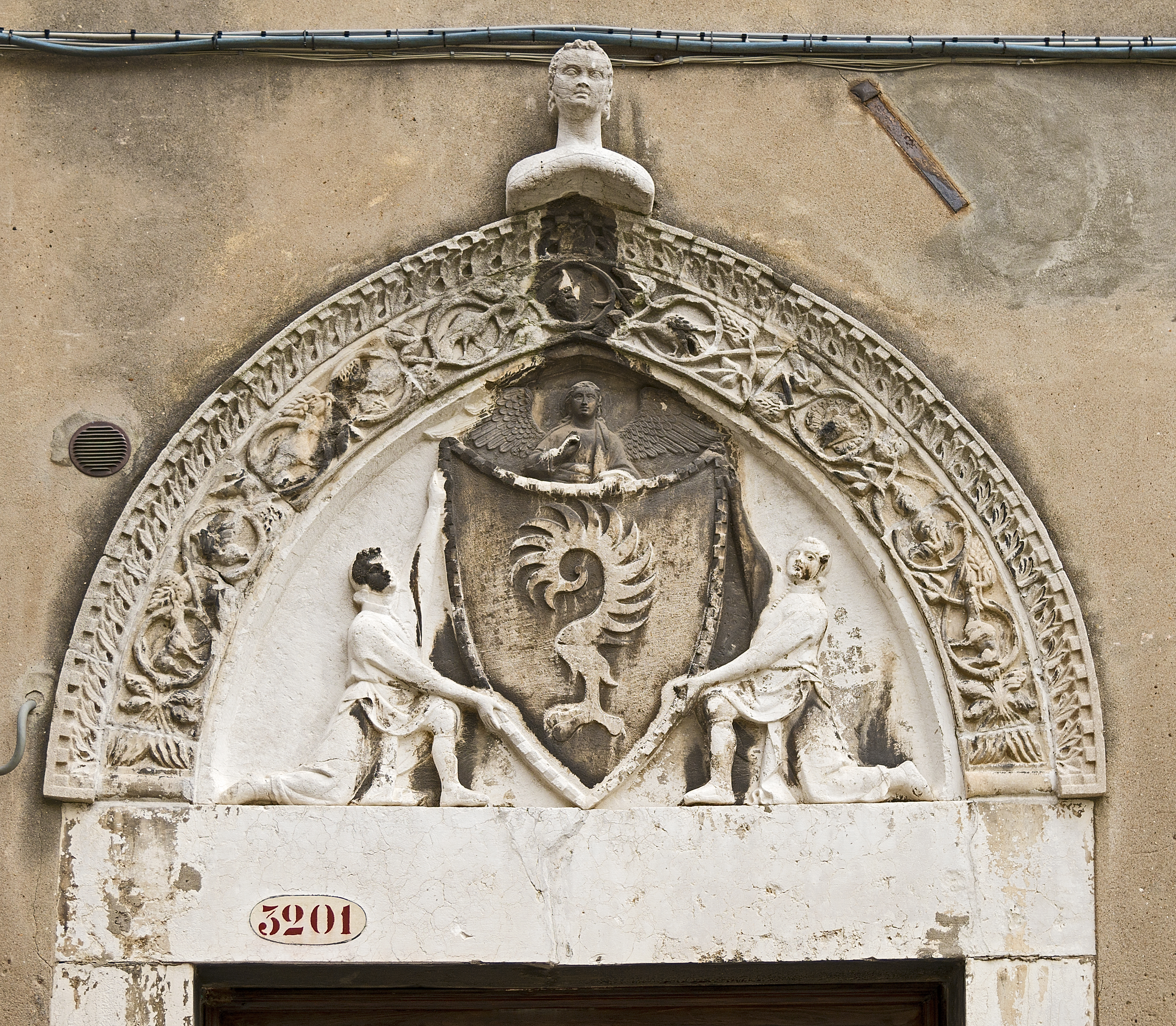
Les armes au-dessus de la porte du Palais Malipiero de San Samuelle
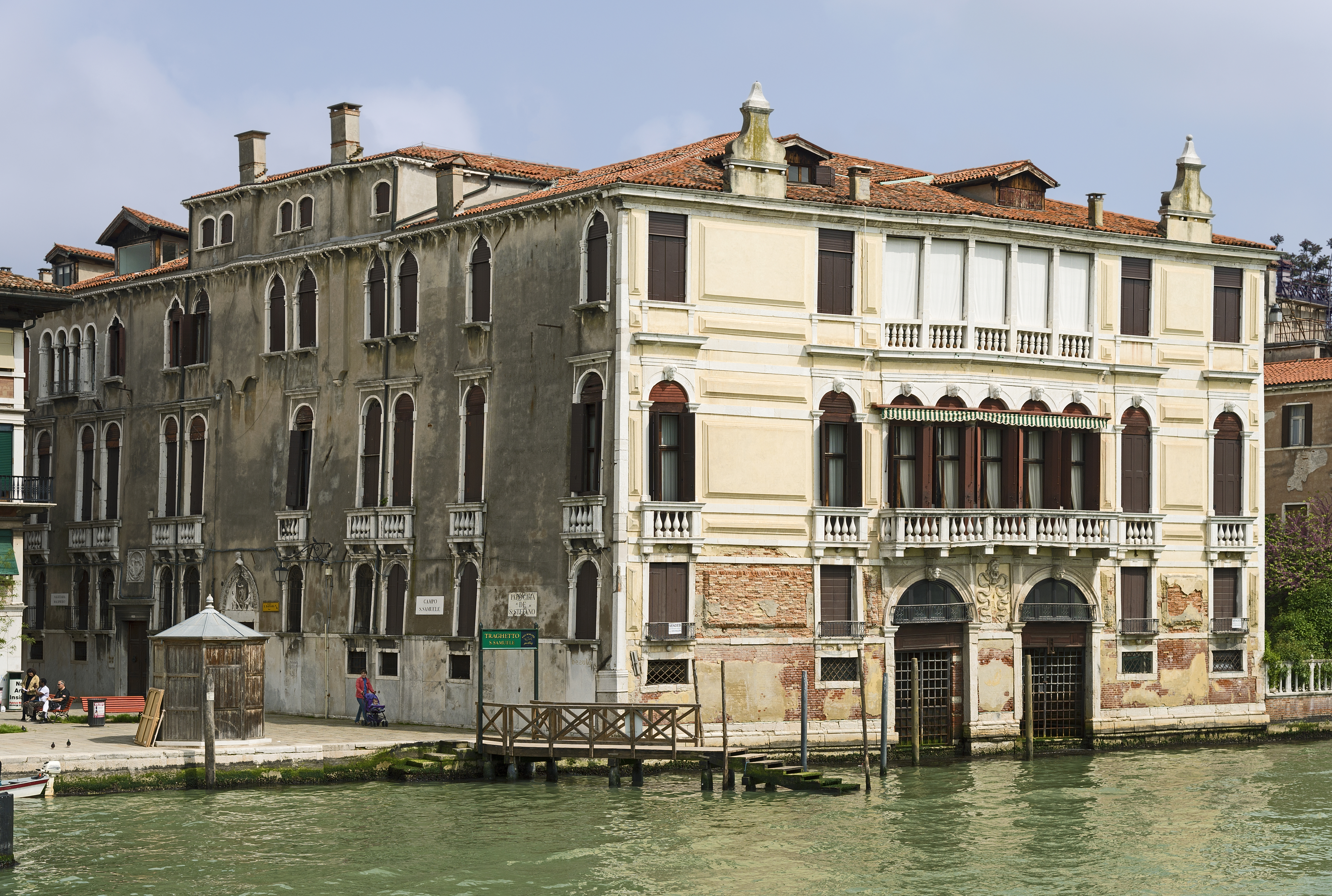
Palais Malipiero à San Samele, façade sur le Grand Canal
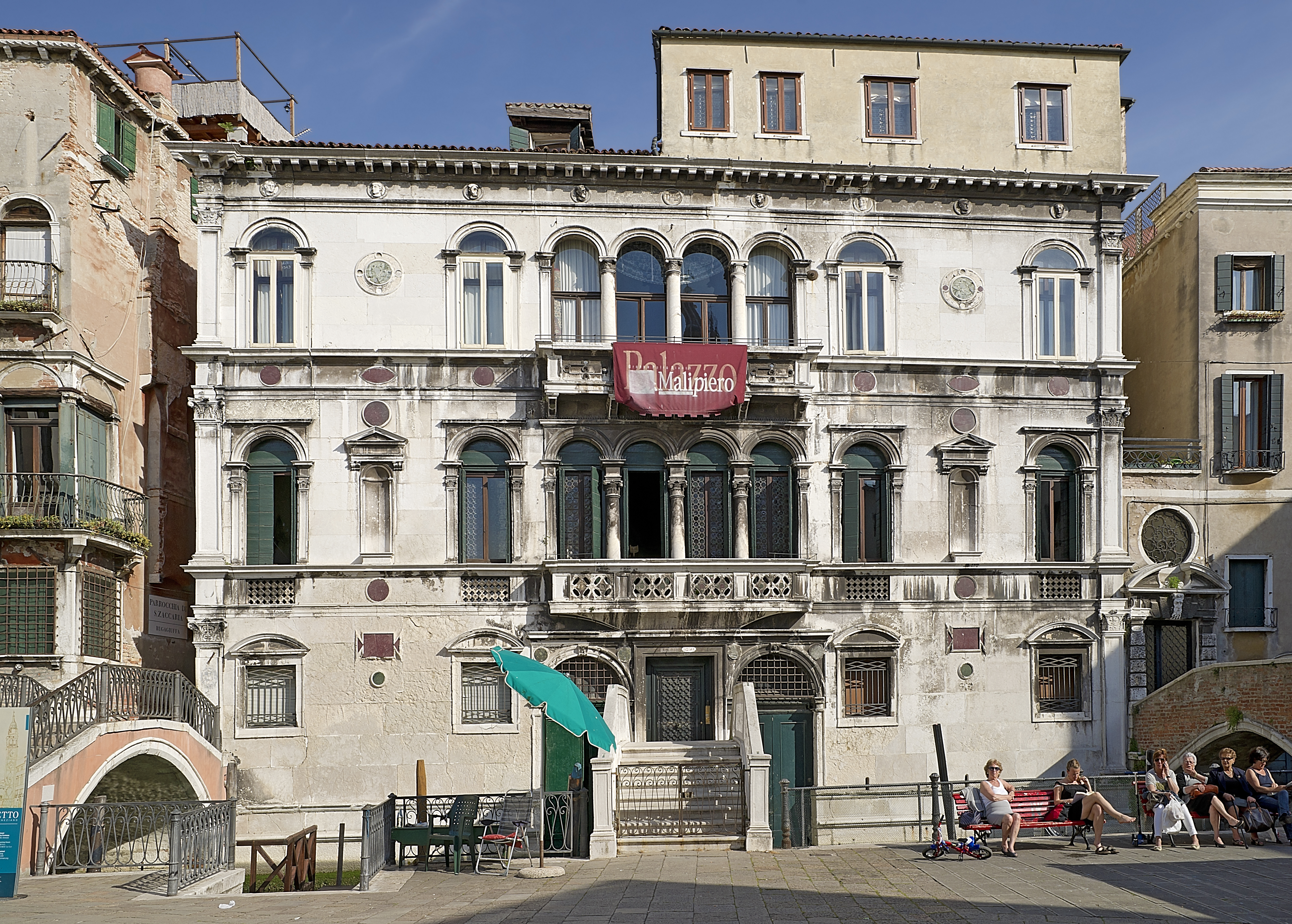
Palais Malipiero Trevisan Campo Santa Maria Formosa